# Ernest Greenhalgh
Ernest Harwood Greenhalgh (Mansfield, 6 marzo 1849 – 11 luglio 1922) è stato un calciatore inglese, di ruolo difensore, che prese parte alla prima partita calcistica internazionale riconosciuta.

## Biografia
Era sposato con Kate.

## Carriera
Terzino, ha giocato per il Notts County prima della nascita della Football League, tra il 1869 e il 1883, totalizzando 147 presenze e divenendone capitano nel 1872. L'arrivo di Greenhalgh al Notts County ha contribuito a migliorare notevolmente i risultati del club, grazie soprattutto alla sua grande influenza e alla sua leadership.
È stato uno degli unici due calciatori inglesi a non esser stato selezionato da una squadra sita nella capitale o in qualche università per l'incontro internazionale contro la Scozia del 30 novembre 1872. In questo incontro gioca come unico terzino nell'1-1-8 e nell'1-2-7 schierato dagli inglesi. Degli undici titolari a Glasgow, solamente Greenhaigh e Chenery sono richiamati nella sfida di ritorno, giocatasi a Londra il successivo 8 marzo 1873, e conclusosi sul punteggio di 4-2 a favore degli inglesi. Nell'annata 1882-1883 guida il Notts County fino alla semifinale di FA Cup dove vengono esclusi dall'Old Etonians per 2-1.

## Dopo il ritiro
Ritiratosi dall'attività agonistica rimase all'interno del mondo del calcio fondando a Mansfield la Greenhalgh's FC. In seguito diviene proprietario del terreno di gioco Field Mill, inizialmente sede delle partite casalinghe del Mansfield Mechanics FC e in seguito sede degli incontri casalinghi del Mansfield Town nel 1916.